# Mischocyttarus tricolor
Mischocyttarus tricolor är en getingart som beskrevs av Richards 1945. Mischocyttarus tricolor ingår i släktet Mischocyttarus och familjen getingar. Inga underarter finns listade i Catalogue of Life.